# Керхе
Керхе — река в Иране. Длина 870 км, площадь бассейна около 50 тыс. км².
Начинается от слияния реки Сеймерре и реки Кешганруд. В верховье и среднем течении протекает преимущественно по глубоким ущельям, иногда в каньонах, в низовьях — по Хузистанской низменности, где разделяется на два рукава и впадает в болото Хаур-эль-Мурайс.
Через реки Шатт-эль-Малих и Нахр-эль-Кахла имеет сток в Тигр.
Половодье весной во время таяния снега в горах, летние дождевые паводки, осенне-зимняя межень.
Средний расход воды в нижнем течении около 220 м³/с. В бассейне Керхе орошается свыше 100 тысяч га земель.
Геродот упоминает реку под названием Хоасп (др.-греч. Χοάσπης, лат. Choaspes). Её чистую воду персидский царь Кир II Великий постоянно возил с собою в серебряных сосудах. Протекает недалеко от Суз, где находился дворец и сокровищница Дария I.